# IPhone 4
Ајфон 4 је четврта генерација Епловог мобилног телефона серије Ајфон, представљена на WWDC конференцији 2010 са почетком продаје 24. јуна 2010. Долази са 4.0 верзијом оперативног система IOS.
Ајфон 4 је значајно редизајниран у односу на претходнике како би био у складу са новим индустријским дизајном Епла. Велика разлика у односу на претходнике је униформна форма, а линије телефона су промењене из заобљених у равне што даје телефону "коцкасти" изглед. Укупне димензије су смањене у односу на раније генерације. Рубом телефона доминира челични оквир који уједно служи као антена за GPS, Wi-Fi i GSM како би се ослободило довољно простора у унутрашњости уређаја за већу батерију и остала побољшања. Предња и задња стакла су направљена од алуминосиликатног стакла које по Епловим наводима 20 до 30 пута издржљивија од пластике.

## Техничке карактеристике
- Apple A4 процесор 1 GHz
- 3.5" (89mm) LCD заслон, Retina Display резолуције 960×640 пиксела
- четири различита сензора, сензор близине који гаси екран када се телефон принесе уху, акцелерометар, сензор за светло који аутоматски прилагођава осветљење и ново представљени жироскоп који омогућава откривање покрета
- 8, 16, 32 гигабајта меморије
- Камера од 5 мегапиксела са аутофокусом, снима видео у резолуцији 720pи 30fps
- Трајање батерије: 7 сати разговора на 3G, 12 сати разговора на 2G мрежи, 6 сати интернет сурфовања на 3G,10 сати сурфовања интернетом путем Wi-Fi мреже.
- GPS чип који заједно са триангулацијом помоћу Wi-Fi и GSM репетитора ствара aGPS за детаљније лоцирање на карти те заједно с дигиталним компасом даје додатну функционалност[1]